# Olivier Zarrouati
 (janvier 2016).
Olivier Zarrouati, né le 16 avril 1958 à Toulon, est un ingénieur et chef d'entreprise français. Il fut le président du directoire de Zodiac Aerospace de 2007 au 15 juin 2017.

## Biographie

### Formation
Olivier Zarrouati, ancien élève de l’École polytechnique (X 1977), est diplômé de l’École nationale supérieure de l'aéronautique et de l'espace (« SUPAERO - ISAE ») en 1982.

### Carrière
Olivier Zarrouati commence sa carrière en tant qu’ingénieur dans l’armement avant de rejoindre le Centre national d'études spatiales de 1982 à 1988.
En 1989, il rejoint la société Matra Marconi Space en tant que chef de projet des satellites d’observation.
En 1998, il prend la Direction du Développement Externe et du contrôle des filiales de la société Intertechnique. La société Intertechnique est acquise en 1999 par le groupe Zodiac au sein duquel Olivier Zarrouati occupe successivement les fonctions de Directeur Général de la branche Aerosafety et Directeur Général des activités aéronautiques du Groupe. 
En 2007, il est nommé président du directoire du groupe Zodiac Aerospace,. Au début du mois de mai 2017, il remet son mandat au conseil de surveillance, qui lui demande de finaliser le mariage avec Safran lancé début 2017, il a fait croître le groupe mais a été dans l'incapacité d'organiser la société. Yann Delabrière lui succède au poste de président du directoire le 15 juin 2017,.

### Autres mandats
Olivier Zarrouati préside la Fondation ISAE-SUPAERO de 2011 à 2017. 

### Distinctions
- Chevalier de l'ordre national du Mérite (2000)
- Chevalier de la Légion d'honneur (2013)
- Membre correspondant de l'Académie de l'air et de l'espace depuis 2012[9]

### Ouvrages
- Trajectoires spatiales avec le CNES, Éditions Cépaduès, 1987  (ISBN 978-2-85428-166-8)
- De larmes de lumière (roman), Éditions des Béatitudes, 2014, publié sous le nom de Olivier Guy  (ISBN 978-2-84024-804-0)
- L’Entreprise, l’ingénieur et le pouvoir (Sous le signe du Zodiac), avec Mario Le Glatin, Editions de l’Harmattan, 2021  (ISBN 978-2-343-23495-3)
- De la Terre à Mars (roman), Éditions Cépaduès, 2023  (ISBN 978-2-38395-067-7)[10]